# Askersund (commune)
La commune d'Askersund est une commune suédoise du comté d'Örebro. Environ 11430  personnes y vivent (2020). Son siège se situe à Askersund.

## Localités

### Localités principales
- Åmmeberg
- Åsbro
- Askersund
- Hammar
- Olshammar
- Rönneshytta
- Sänna
- Zinkgruvan

### Autres localités
- Åsbrohemmet
- Estabo
- Kårberg
- Lerbäck
- Mariedamm
- Nydalen
- Skyllberg
- Snavlunda